# Huis te Westervelde

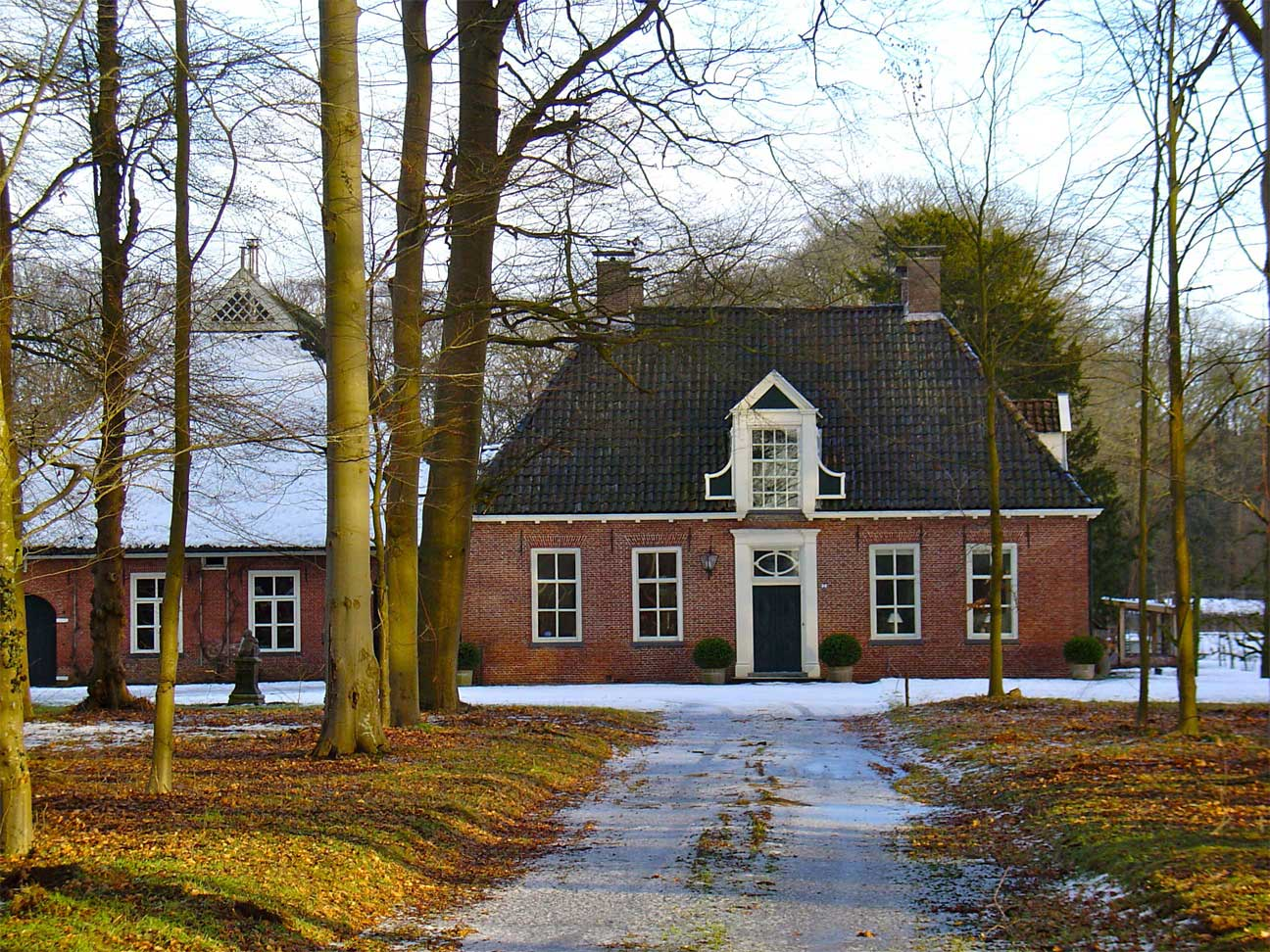
Huis te Westervelde of Tonckensborg anno 2010

Het Huis te Westervelde (ook Tonckensborg) is monumentaal herenhuis in het dorp Westervelde nabij Norg in de gemeente Noordenveld.
Al in de middeleeuwen was er sprake van een gebouw op deze plaats. In 1630 wordt het huis vermeld als de woning van de toenmalige gedeputeerde van Drenthe Herman Lunsche. In 1646 was dit huis de duurste woning in het kerspel Norg. De kleinzoon van Herman Lunsche, Warmolt Lunsingh, liet het huis en de omgeving verfraaien. Hij was rentmeester van Dickninge, gedeputeerde van Drenthe en ette voor het dingspel Noordenveld. Na 1742 kwam het huis in het bezit van zijn dochter Elisabeth, die gehuwd was met de Groninger advocaat Johannes Tonckens. Via haar zou in 1755 haar zoon Warmolt Tonckens eigenaar van het Huis te Westervelde worden. Vanaf die tijd werd het huis ook de Tonckensborg genoemd. Rond 1790 heeft zijn zoon Joachimus Lunsingh het huis grondig vernieuwd. Hij behoorde in die periode tot de rijkste inwoners van Drenthe. Ook diverse van zijn nakomelingen, die tevens burgemeesters van Norg waren, gebruikten dit huis als hun ambtswoning. In 1964 vond nog weer een renovatie van het gebouw plaats. De in de 19e eeuw aangebrachte verdieping werd weer verwijderd.
De familie Tonckens heeft besloten om in 2019 een natuurbegraafplaats op hun landgoed aan te leggen.

## Het bengelklokje
Aan de muur van het huis bevindt zich een zogenaamd bengelklokje, dat de achtereenvolgende eigenaren gebruikten om het personeel te waarschuwen als het etenstijd was. Dit klokje was afkomstig uit Dickninge bij de Wijk, waar het gekocht was door de toenmalige rentmeester van Dickninge, Warmolt Lunsingh. Zijn kleinzoon had zijn neven, de broers Joachimus Lunsingh, Johannes en Wyncko Tonckens benoemd tot zijn erfgenamen. Omdat het bengelklokje niet tot het huis van het Landschap Drenthe behoorde, maar persoonlijk bezit was, hadden de neven de klok uit Dickninge verwijderd en in 1789 overgebracht naar het Huis te Westervelde. Dit gaf aanleiding tot veel commotie. Er werd een proces gevoerd tegen de broers Tonckens. Eerst een goorspraak te Diever, daarna een zitting van de schulte te de Wijk en ten slotte een uitspraak van de Etstoel van Drenthe. Uiteindelijk, na het horen van veel getuigen, werden de broers Tonckens in het gelijk gesteld. De klok was in 1715 door Warmolt Lunsing persoonlijk aangeschaft bij Harbert Moespas, majoor op de Ommerschans, waarvoor een kwitantie kon worden getoond. Oorspronkelijk was deze klok echter, volgens het randschrift, gegoten in 1555 ter nagedachtenis aan vrouwe Beetke van Rasquert, weduwe van Wigbolt van Ewsum, heer van Nienoord. De klok bevindt zich nog steeds in Westervelde.
Huis te Ansen · Batinge · Ter Borch · Huis ten Clooster · Kasteel van Coevorden · Dunningen · Huis te Echten · Entinge · Huis ter Hansouwe · Havixhorst · De Kinkhorst · De Klencke · Laarwoud · Lemferdinge · Mensinga · Mensinge · Oldengaerde · Oldenhave · Overcinge · Huis te Peize · Rheebruggen · Huis te Westervelde · Vledderinge · Westrup · Wittesheuvel